# 4392 Агіта
4392 Агіта (1978 RX5, 1970 GZ, 1985 SY6, 4392 Agita) — астероїд головного поясу, відкритий 13 вересня 1978 року.
Тіссеранів параметр щодо Юпітера — 3,570.